# Ayco Bastiaens
Ayco Bastiaens (* 3. Juni 1996 in Aalst) ist ein belgischer Radrennfahrer.

## Sportlicher Werdegang
Bastiens gilt als Spätstarter im Radsport. Nachdem er zuvor vorrangig auf nationaler Ebene aktiv gewesen war, wurde er erst im Alter von 24 Jahren Mitglied im neu gegründeten Alpecin-Fenix Development Team. Bei seinen dritten Renneinsatz wurde er Siebter der Bulgarien-Rundfahrt mit einem dritten Etappenrang auf der letzten Etappe. Danach wurde er fast ausschließlich im UCI ProTeam bzw. UCI WorldTeam von Alpecin-Fenix eingesetzt, 2022 und 2023 hatte er jeweils nur einen einzigen Renneinsatz für das Development Team bei internationalen Rennen. Im Team etablierte er sich als zuverlässiger Helfer, blieb aber ohne eigene zählbatre Erfolge.
Zur Saison 2024 erhielt er einen Vertrag beim WorldTeam Soudal Quick-Step, bei dem er weiter als Helfer eingesetzt wird, sich aber auch selbst weiterentwickeln soll.